# Elsa Brändström

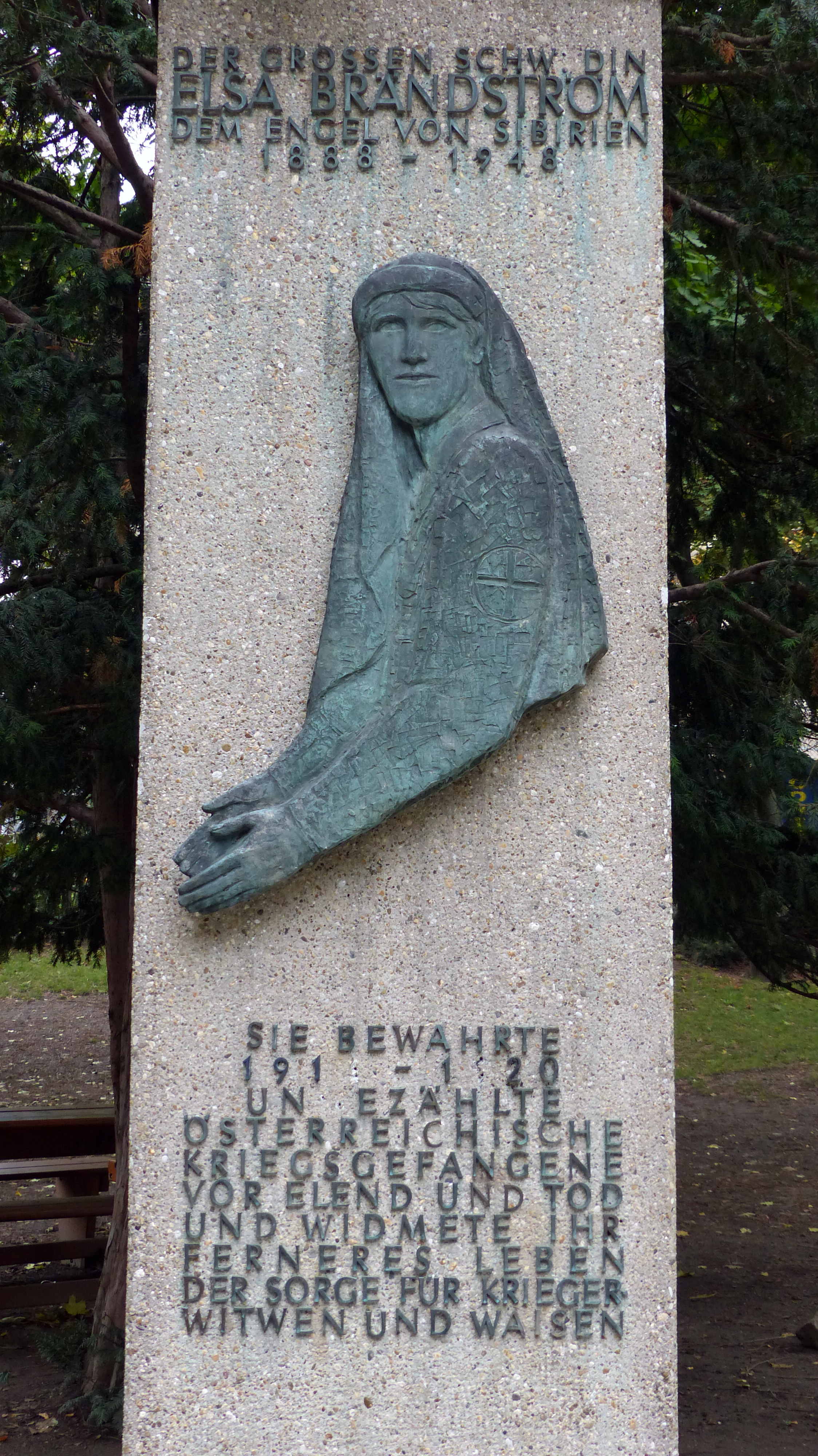
I Wien står ett monument över Elsa Brändström i Arne-Karlsson-Park.

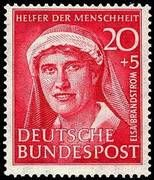
Tyskt frimärke från 1951.

Elsa Brändström, född 26 mars 1888 i S:t Petersburg i Ryssland, död 4 mars 1948 i Cambridge, Massachusetts i USA, var en svensk lärare och krigssjuksköterska, känd som "Sibiriens ängel". Hon arbetade för krigsfångars rättigheter under första världskriget och fortsatte efter kriget att göra humanitära insatser i Tyskland och USA.

## Biografi
Elsa Brändström föddes i Sankt Petersburg då fadern, Edvard Brändström var militärattaché vid Sveriges ambassad. Familjen flyttade tillbaka till Sverige när hon var tre år. Efter högre flickskola i Linköping utbildade sig Elsa Brändström vid Anna Sandströms högre lärarinneseminarium i Stockholm 1906–1908. När fadern fick uppdraget som svenskt sändebud i Sankt Petersburg, följde hon med familjen. När hennes mor senare avled fick hon själv ta hand om skötseln av ministerbostaden.
Vid utbrottet av första världskriget fick Brändström som frivillig en snabbutbildning till krigssjuksköterska i Sankt Petersburg. Hon tjänstgjorde först vid ett krigslasarett i Sankt Petersburg men sedan utväxlingen av krigsfångar mellan Tyskland och Ryssland kommit igång tjänstgjorde hon på tågen som transporterade sårade fångar mellan Ryssland och Tyskland på sträckan Trelleborg och Karungi. Från 1915 anställdes hon i stället av Svenska Röda korset för att arbeta i fånglägren i Sibirien med organisation av hjälpverksamheten dit.
Hon gjorde betydande insatser för fångarna och kämpade med envis kraft mot all likgiltighet inför fångarnas öde. Hon samarbetade med Wilhelm Sarwe. Under resandet ådrog sig Brändström fläcktyfus och i samband med oktoberrevolutionen undkom hon med knapp nöd arkebusering som presumptiv spion.
Efter kriget skrev Brändström boken Bland krigsfångar i Ryssland och Sibirien (1921) om sina erfarenheter. Intäkterna från försäljningen av boken samt från en föreläsningsturné finansierade sådant som skulle behövas vid krigsfångarnas hemkomst. Hon insamlade även medel till ett större barnhem i Neusorge i Sachsen. 1923 genomförde hon en föredragsturné genom USA för att samla in pengar till barnhemmet i Neusorge. Hon bosatte sig i Tyskland där hon träffade den tyske pedagogikprofessorn Robert Ulich, som hon också gifte sig med 1929. Brändström köpte kuranstalten Marienborn i Schmeckwitz i Sachsen och mjölnargården Schreibermühle i Brandenburg, där hon inrättade ett barnhem. I Marienborn bedrevs ett sanatorium för tidigare tyska krigsfångar. Som erkännande för sin insats erhöll hon medaljerna Illis Quorum och Florence Nightingale-medaljen och utnämndes till medicine hedersdoktor i Uppsala och vid flera utländska universitet.
När nazisterna kom till makten i Tyskland blev Brändströms make på olika sätt hotad och familjen emigrerade därför till USA 1934. Hon fortsatte i USA att engagera sig för flyktingar och var i samband med andra världskrigets slut bland annat engagerad i organisationen CARE. Hon avled i Cambridge och ligger begravd på Norra begravningsplatsen i Solna.
Gator med namnet Elsa-Brändström-Straße finns det i flera tyska städer, bland annat i Köln i närheten av Zoo och Rhen samt i Berlin. Hon har gator uppkallade efter sig även i Sverige, närmare bestämt i Linköping och i Fruängen i Stockholm. Skolan i Linköping där hon gick bytte på 1940-talet namn till Elsa Brändströms skola. I Gyllene salen i Stockholms stadshus återfinns Elsa Brändström i mosaiken under temat första världskriget.

## Utmärkelser
- 1919 -  Serafimermedaljen[11]
- 1919 -  Svenska Röda Korsets guldmedalj[11]
- 1920 -  Illis Quorum[11]
- Asteroiden 8831 Brändström[17]